# Hernán de Vega
Hernán de Vega (n. Buenos Aires, Argentina, 22 de agosto de 1967), también conocido como El Cabra,es un cantante, músico, compositor, militante y luthier argentino. Es conocido por ser el vocalista y líder fundador de la agrupación de rock fusión llamada Las Manos de Filippi.

## Biografía

### Primeros años
Hernán Carlos de Vega, nació y se crio en el barrio de Coghlan, Buenos Aires. De joven, trabajo en diversas profesiones, como en un frigorífico y ejercido oficios como carpintero, profesor de taekwondo y luthier; esta última profesión aún la ejerce en la actualidad.
En el año 1989, "El Cabra", como era conocido por llevar una barba y un peinado muy similar a dicho animal, empieza a tocar la guitarra en las calles de Buenos Aires como Florida o Villa Gesell y realizar actividades circenses. Durante ese periodo, comienza su militancia en el Partido Obrero.

### Las Manos de Filippi
Comenzó su carrera artística en el año 1992, al fundar con Gabriel Hermo, un artista plástico y Germán "Pecho" Anzoátegui (trompeta y voz), una banda musical llamada Las Manos de Filippi, con la cual comenzarían a recorrer el circuito underground de Buenos Aires.
Por aquel entonces ya disparaban canciones de ritmos muy variados como la cumbia, el tango, el rock, el reggae con letras ocurrentes y sobre todo con contenido político-social y la denuncia en clave de humor. Por ese entonces, de Vega escribiría o compondría, canciones que posteriormente se popularizarían, como: «El himno del Cucumelo» (interpretada después por Rodrigo Bueno), «La canaleta», «Ballenas» y la controversial «Sr. Cobranza», que sería popularizado por Bersuit Vergarabat.
Tras la edición de dos EPs, de vega y su banda editarían su primer trabajo discográfico titulado, Arriba las manos, esto es el Estado en 1998. Ha editado hasta la actualidad, un total de nueve trabajos discográficos de estudio y un álbum en vivo.

### Agrupación Mamanis
A mediados de los años 90 y en paralelo a su banda, de Vega forma el grupo Agrupación Mamanis, con otros miembros de Las Manos de Filippi. Este grupo editó un solo material discográfico, titulado Reír por no llorar (1996); un disco completo de cumbias, género musical que por aquel entonces, era completamente despreciado por los músicos o artistas vinculados al rock. De este material, sobresale el hit «El himno al Cucumelo», canción dedicada al alucinógeno psilocybe cubensis, abundante en el nordeste argentino. Esta canción, sería versionada al poco tiempo por el músico Rodrigo Bueno, que alcanzaría mayor repercusión.

### Che Chino
En el año 2001, de Vega encara un nuevo proyecto, llamado Che Chino, un trío musical que combina géneros como el tango, milonga y chacarera; que al igual que Las Manos de Filippi, usan el humor y la ironía en sus letras. El grupo tuvo varios cambios de alineación y en sus inicios contaban con el apoyo de a Eduardo "Korneta" Suárez y Eli Suárez, integrantes del grupo de rock y tango, Los Gardelitos. Está conformado en la actualidad por: Hernán de Vega (voz), Silvio Pellis (guitarra) y Jonatan Álvarez (segunda guitarra). Con esta formación ha editado hasta la actualidad tres materiales discográficos.

### Política
Se involucró en militancia obrera en 1989, cuando tocaba la guitarra en la calle y una manifestación del Partido Obrero, lo vio cantar canciones con humor político y lo dejaron actuar entre sus filas. Desde ese día «El Cabra», esta fuertemente vinculado a la militancia activo del comunismo. Desde el año 2005, lidera el movimiento M.U.R (Músicos Unidos por el Rock), una organización que lucha para defender el derechos de los músicos y artistas de distintos ámbitos artísticos, tras la tragedia del boliche República Cromagnon el 30 de diciembre de 2004, por el cual, el gobierno argentino decidió cerrar el circuito de locales para los artistas que no son del mainstream, generando que los músicos no pudieran trabajar. En el año 2009, se postuló para legislador porteño. En las elecciones de 2015, se postuló para candidato a comunero en la zona de Belgrano con el Frente de Izquierda y de los Trabajadores (FIT), encabezado por el académico trotskista Marcelo Ramal.

## Discografía

### Las Manos de Filippi
- V/A - Alta Tensión (1995)
- Arriba las manos, esto es el Estado (1998)
- Las manos santas van a misa (EP) (2000)
- Hasta las manos (2002)
- Fiesta señores  (2004)
- Control obrero
- Los métodos piqueteros (2009)
- La calesita de Mamanis (2011)
- 20 años (2012)
- Marginal y popular (2014).[16]
- M.A.C.R.I. (2018)
- #ChauMacri en vivo en Emusala (2019)
- Barricada y asamblea (2022)

### Agrupación Mamanis
- Reír por no llorar (1996)

### Che Chino
- Tango argenchino (2000)
- El macho (2007)
- Invasión (2013)

### Colaboraciones
- Cuerpo: canciones a partir del asesinato de Mariano Ferreyra (2012).[17]
- Excesos, del álbum Rara Mezcla de SensaFilo (2020).[18]